# Gardner, Florida
Gardner är en ort i Hardee County i delstaten Florida, USA.